# Градище (Горна Баница)
Вижте пояснителната страница за други значения на Градище.
Градище  (на македонска литературна норма: Градиште) е крепост, съществувала през късната античност и средновековието, разположена над гостиварското село Горна Баница, Северна Македония.

## Местоположение
Градище е издължен рид на 160 m над южния ръб на Положкото поле, разположен на 1,5 km югозападно от Горна Баница и на 2,5 km югозападно от центъра на Гостивар. В северното му подножие се кръстосват главните пътища по дължината на западния и източния ръб на Полето, като продължават на юг към Кичево и Охрид и на югозапад към Маврово, Дебър и Струга.

## Желязна епоха
Най-ранните остатъци на върха са от желязната епоха.

## Античност
На заравнения връх на рида в късната античност е изградена здрава стена от дялан камък с хоросан във форма на овал 140 х 50 m (0,4 ha). Изаденият западен дял е заякнат с челна кула. Във вътрешността, в източния дял има низ от квадратни помещения, всечени в скалата. При проучванията са открити парчета от късноантични питоси и тегули, много монети от късния IV, V и VI век.

## Средновековие
В VI или в XII - XIII век в западната част около кулата има обновявания. Открита е медна византийска монета - скифат от XIII век, която показва, че крепостта е използвана като постоянна или временна стража. В североизточното подножие на крепостта, близо до старата Гостиварска гара в 1955 година е открита находка от 1300 византийски медни скифати от XII и началото на XIII век.